# Distrikt Uchiza
Der Distrikt Uchiza liegt in der Provinz Tocache in der Region San Martín in Nord-Peru. Der Distrikt wurde am 21. Oktober 1912 gegründet. Er hat eine Fläche von 768 km². Beim Zensus 2017 lebten 21.285 Einwohner im Distrikt. Im Jahr 1993 lag die Einwohnerzahl bei 25.374, im Jahr 2007 bei 22.448. Die Distriktverwaltung befindet sich in der auf einer Höhe von 544 m gelegenen Stadt Uchiza mit 7386 Einwohnern (Stand 2017). Uchiza liegt am linken Flussufer des Río Chontayacu, einem linken Nebenfluss des Río Huallaga, 30 km südlich der Provinzhauptstadt Tocache. An der Grenze zum Nachbardistrikt Tocache baut die Firma Palmas del Espino S.A. großflächig Ölpalmen an.

## Geographische Lage
Der Distrikt Uchiza liegt im zentralen Süden der Provinz Tocache. Der Río Huallaga durchquert den Ostteil des Distrikts in nordnordwestlicher Richtung. Im Westen des Distrikts erheben sich die Berge der peruanischen Zentralkordillere, im Osten die der Ostkordillere. Der Río Chontayacu entwässert den Westteil des Distrikts.
Der Distrikt Uchiza grenzt im äußersten Westen an im Osten an den Distrikt Shunte, im Norden an den Distrikt Tocache, im Nordosten an den Distrikt Alto Biavo (Provinz Bellavista), im Südosten an den Distrikt Nuevo Progreso sowie im Süden an den Distrikt Cholón (Provinz Marañón).

## Orte im Distrikt
Neben dem Hauptort Uchiza gibt es noch die Kleinstadt Santa Lucía, am linken Flussufer des Río Huallaga gelegen, mit 3727 Einwohnern.